# Vistara
Tata SIA Airlines Limited, operando como Vistara, foi uma companhia aérea indiana de serviço completo, com sede em Gurgaon, com seu hub no Aeroporto Internacional Indira Gandhi.
A transportadora, uma joint venture entre a Tata Sons e a Singapore Airlines, iniciou suas operações em 9 de janeiro de 2015 com seu voo inaugural entre Deli e Mumbai. A companhia aérea transportou mais de dois milhões de passageiros em junho de 2016 e, em maio de 2019, a Vistara possuiu uma participação de 4,7% no mercado de transportadoras domésticas, tornando-se a 6ª maior companhia aérea doméstica. A companhia aérea operou em 43 destinos com uma frota de aeronaves da família Airbus A320, Airbus A320neo, Boeing 787-9 e Boeing 737-800NG.

## História

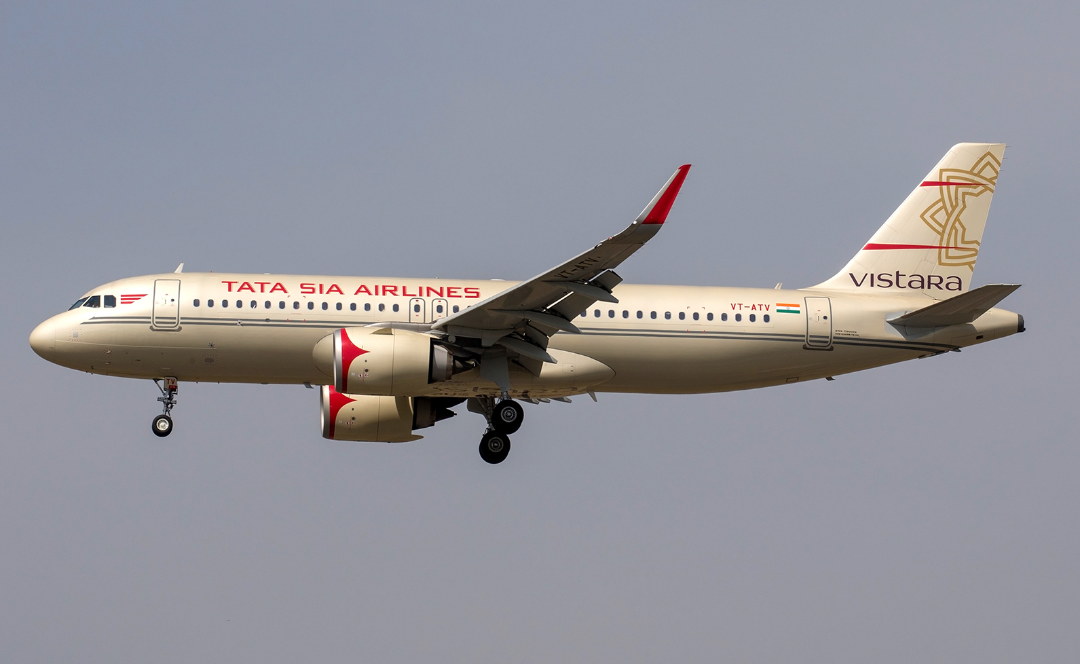
Um Airbus A320neo da Vistara com pintura especial Retro, em abril de 2021.

A companhia aérea foi fundada em 2013 como uma joint venture entre o conglomerado indiano Tata Sons e a Singapore Airlines. As duas empresas fizeram uma oferta em meados da década de 1990 para lançar uma transportadora de serviço completo na Índia que não teve sucesso, sendo negada a aprovação regulatória pelo governo indiano. Com a Índia abrindo seu setor aéreo para 49% de investimento estrangeiro direto (IED) em 2012, a Tata e a SIA decidiram mais uma vez abrir uma empresa aérea JV na Índia. A JV, Tata SIA Airlines Limited (TSAL), foi concebida como uma transportadora premium de serviço completo para atender às demandas deviajantes de negócios no mercado de aviação civil da Índia dominado por transportadoras de baixo custo. O Conselho de Promoção de Investimentos Estrangeiros da Índia aprovou a joint venture em outubro de 2013, permitindo que a SIA assumisse uma participação de 49% na companhia aérea. As duas empresas-mãe se comprometeram inicialmente a investir US$ 100 milhões combinados como capital inicial, com a Tata Sons possuindo 51% e a Singapore Airlines os 49% restantes. Isso foi parte da segunda grande incursão da Tata no setor de aviação, juntamente com uma participação minoritária na AirAsia India. O primeiro empreendimento da empresa, a Tata Airlines, foi fundada na década de 1930 e mais tarde tornou-se a transportadora de bandeira, Air India após a nacionalização.
A empresa revelou sua identidade de marca "Vistara" em 11 de agosto de 2014. O nome foi retirado da palavra sânscrita vistāra, que significa "expansão ilimitada". A Vistara recebeu o seu certificado de operador aéreo da Direcção-Geral da Aviação Civil em 15 de dezembro de 2014 e iniciou as suas operações em 9 de janeiro de 2015. A Vistara tornou-se a primeira transportadora a operar serviços domésticos fora do novo Terminal 2 do  Aeroporto Internacional de Chhatrapati Shivaji de Mumbai. Em 24 de agosto de 2015, a Vistara inaugurou o Aviation Security Training Institute, um instituto interno para treinar sua tripulação de cabine e cabine, pessoal de segurança e outros relacionados à indústria da aviação. O instituto obteve as aprovações necessárias do órgão nodal Bureau of Civil Aviation Security. Desde o primeiro mês de operação, a Vistara alcançou consistentemente recordes de desempenho de pontualidade muito altos de mais de 90%, o mais alto entre as operadoras domésticas da Índia. Em 20 de agosto de 2015, a Vistara declarou que transportou meio milhão de passageiros em pouco mais de sete meses de operações. Em fevereiro de 2016, a Vistara tinha uma participação de 2% no mercado de operadoras domésticas. A Vistara recebeu recentemente a adesão da Associação Internacional de Transportes Aéreos (IATA), juntando-se à associação de mais de 280 companhias aéreas em todo o mundo que representa, lidera e atende o setor aéreo. Com isso, a Vistara se torna uma das poucas companhias aéreas selecionadas na Índia a ter a adesão à IATA.
A Vistara anunciou em 11 de julho de 2019 que seu primeiro destino internacional seria Singapura. A companhia aérea iniciou seu primeiro serviço internacional de Deli para Singapura e Mumbai para Cingapura em 6 e 7 de agosto, respectivamente, usando o Boeing 737-800, que foi usado anteriormente pela Jet Airways.
Em 29 de fevereiro de 2020, a companhia aérea recebeu seu primeiro Boeing 787-9 de fuselagem larga, tornando-se a primeira companhia aérea indiana a operar essa aeronave e ainda a receber mais cinco aeronaves desse tipo. Em 28 de maio de 2020, a companhia aérea operou seu primeiro voo comercial no Boeing 787-9 Dreamliner na rota Delhi-Kolkata. Em 28 de agosto do mesmo ano, a companhia aérea iniciou seu primeiro voo intercontinental entre Deli e Londres-Heathrow.
Após a aquisição da Air India pelo Grupo Tata em janeiro de 2022, fontes relataram as chances de uma fusão entre a Vistara e a Air India. Em 2 de setembro de 2023, a Comissão de Concorrência da Índia aprovou a fusão da Vistara com a Air India. Em novembro de 2022, o Grupo Tata e a Singapore Airlines confirmaram a fusão das duas companhias aéreas. De acordo com o plano, a Singapore Airlines terá uma participação de 25,1% na entidade combinada.
Em 4 de maio de 2023, a Vistara operou uma aeronave Boeing 787-9 entre Delhi e Mumbai com uma mistura de 17% de combustível de aviação sustentável e 83% de combustível de aviação, o que reduziu as emissões de CO2 em 4.500 kg. Este foi o primeiro voo comercial da Índia com combustível de aviação sustentável.
Em 8 de janeiro de 2024, o CEO da Vistara anunciou que esperava que toda a autorização regulatória para a fusão com a Air India fosse concluída até meados de 2024 e que a fusão das operações fosse concluída em meados de 2025. O Tribunal Nacional de Direito Societário aprovou a fusão em 6 de junho. Em 30 de agosto de 2024, a Vistara anunciou que deixaria de aceitar novas reservas a partir de 3 de setembro de 2024 e se fundiria com a Air India em 12 de novembro de 2024. A fusão foi concluída em 12 de novembro de 2024.

## Frota

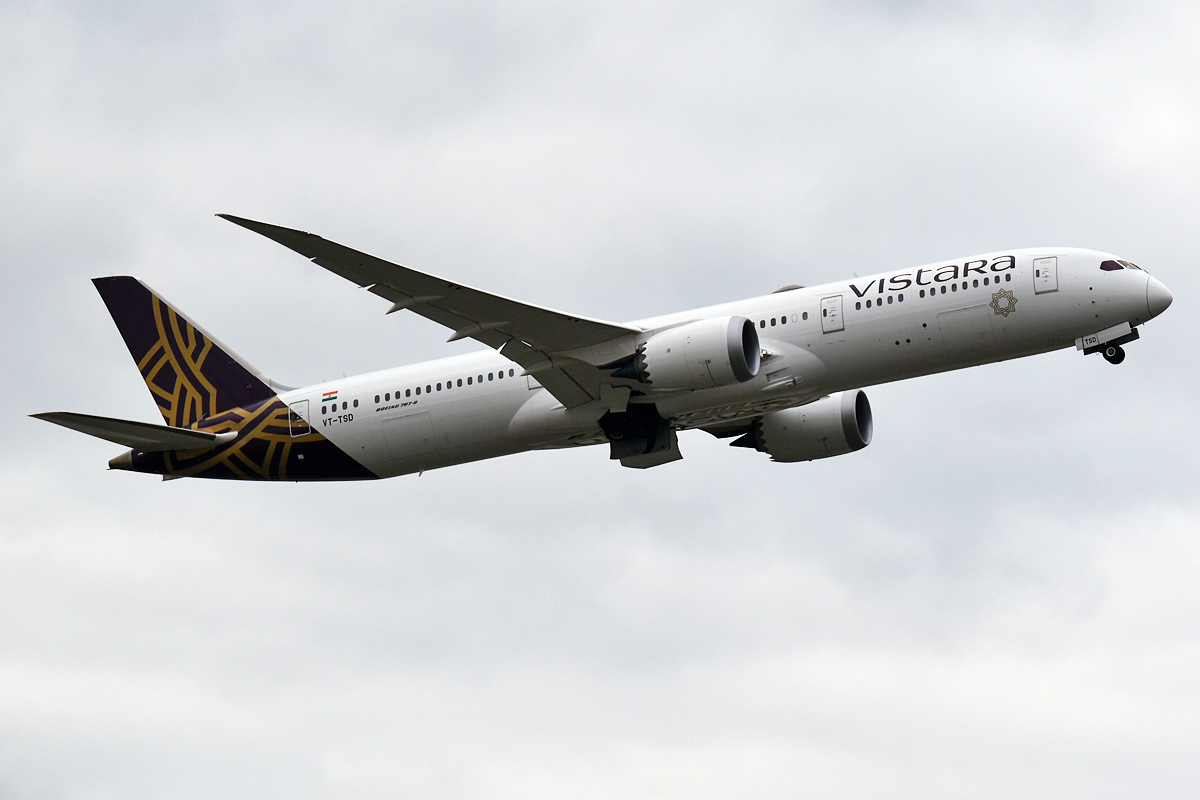
Um Boeing 787-9 da Vistara em 2020.

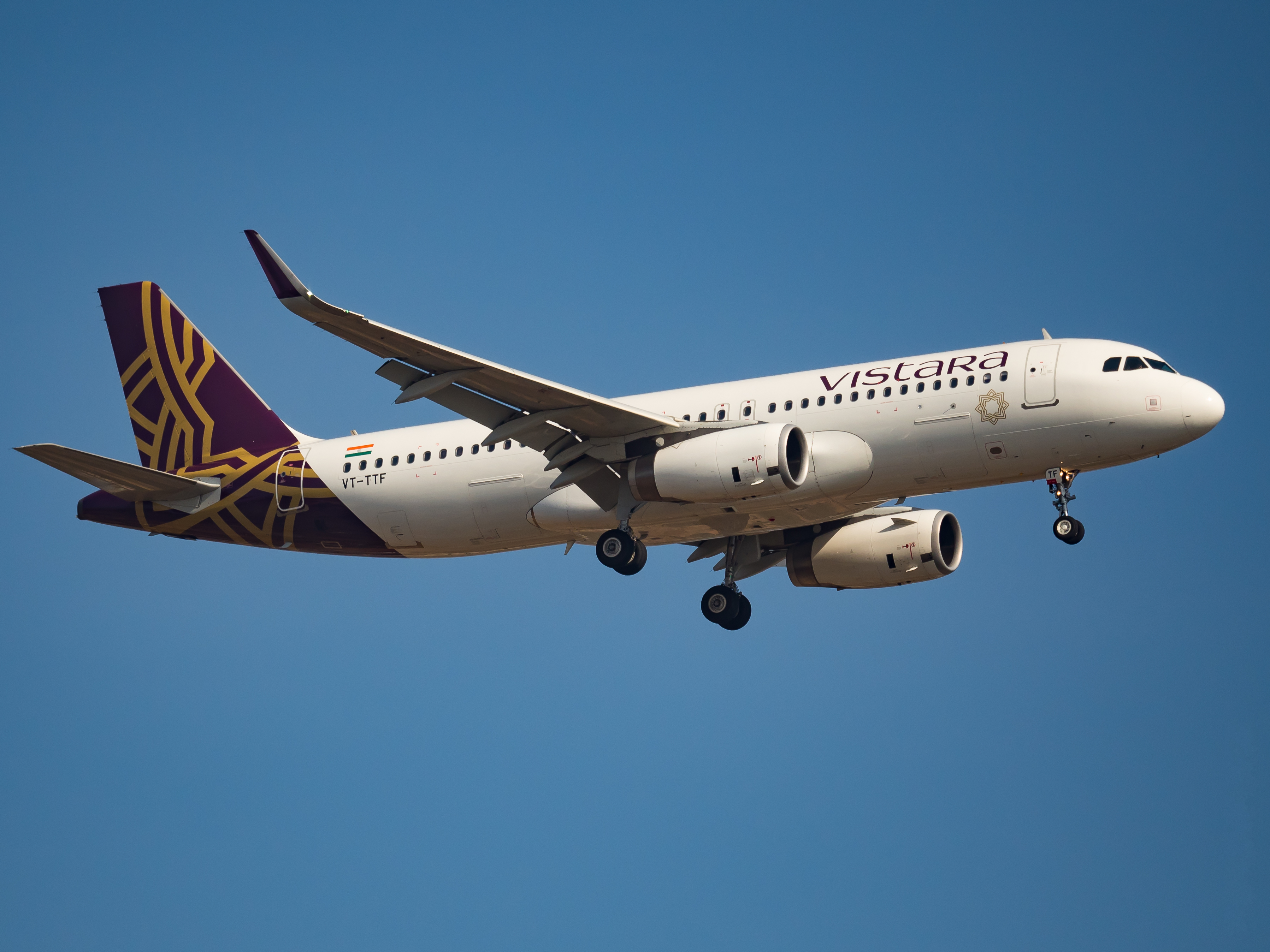
Um Airbus A320-200 da Vistara em 2016.

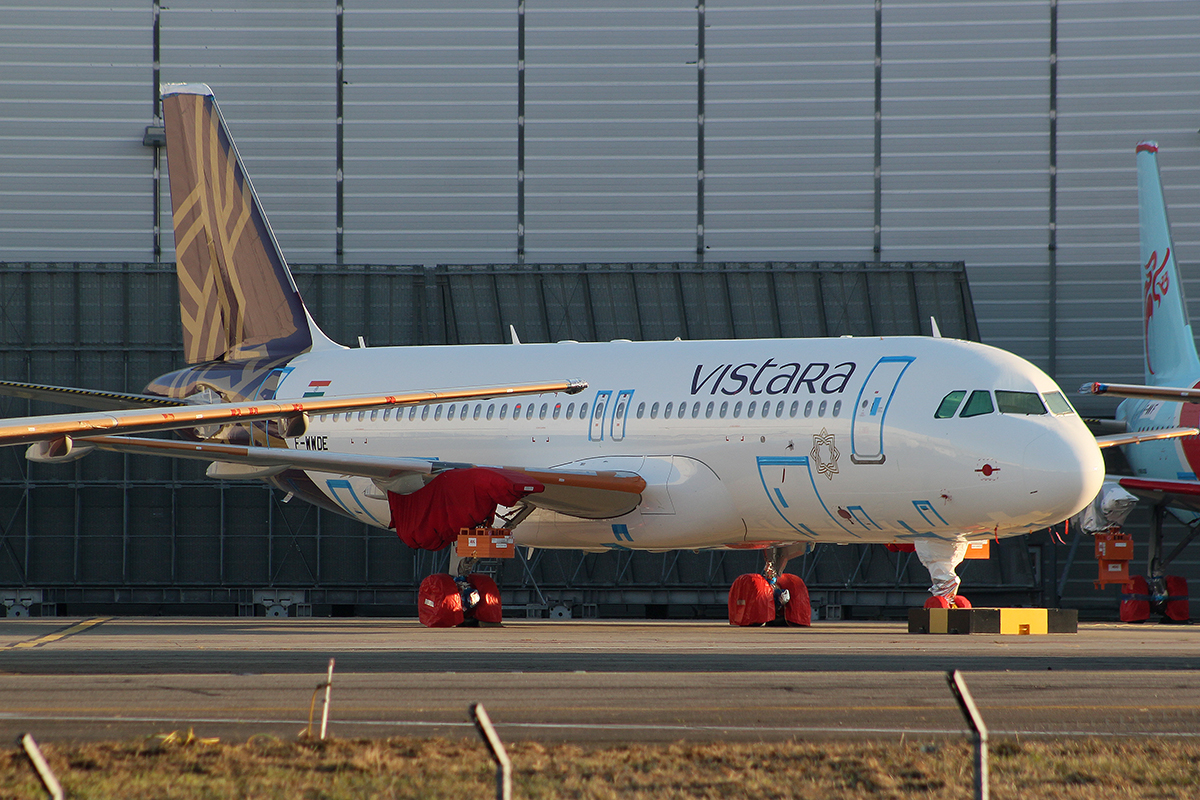
Um Airbus A320neo da Vistara em fabricação, 2017.

No momento da fusão com a Air India, a Vistara operava as seguintes aeronaves:
| Aeronaves      | Total | Passageiros | Passageiros | Passageiros | Passageiros | Notas                               |
| Aeronaves      | Total | J           | S           | Y           | Total       | Notas                               |
| -------------- | ----- | ----------- | ----------- | ----------- | ----------- | ----------------------------------- |
| Airbus A320neo | 34    | 8           | 24          | 132         | 160         | Todas transferidas para a Air India |
| Airbus A320neo | 34    | —           | —           | 180         | 180         | Todas transferidas para a Air India |
| Airbus A321LR  | 4     | 12          | 24          | 152         | 188         | Todas transferidas para a Air India |
| Airbus A321neo | 6     | 12          | 24          | 152         | 188         | Todas transferidas para a Air India |
| Boeing 787-9   | 6     | 30          | 21          | 248         | 299         | Todas transferidas para a Air India |
| Boeing 787-9   | 1     | 30          | 36          | 226         | 292         | Todas transferidas para a Air India |
| Total          | 70    |             |             |             |             |                                     |

A Vistara recebeu sua primeira aeronave em Nova Deli em 25 de setembro de 2014. A companhia aérea recebeu a última de suas treze aeronaves Airbus A320 originais em outubro de 2016 e planeja receber suas sete aeronaves Airbus A320neo em meados de 2018. Em março de 2015, Phee Teik Yeoh anunciou que a companhia aérea planejava adquirir um número não especificado de aeronaves de fuselagem estreita e de fuselagem larga para melhorar a rede doméstica e lançar voos internacionais dentro de dois anos. A Vistara introduziu nove Boeing 737-800 da antiga Jet Airways para sua frota após o aterramento. A Vistara devolveu dois desses aviões em janeiro de 2020 e os sete restantes sairão da frota entre 2022-23, pois estão em arrendamentos de longo prazo. A Vistara tem um pedido permanente de seis aeronaves 787-9 com a Boeing, para entrega entre 2020 e 2021. O primeiro desses Dreamliners foi entregue em fevereiro de 2020 e o segundo em agosto de 2020. A companhia aérea, que atualmente conta com 50 aviões, pretende ter 70 aviões até o final de 2023 depois de levar em consideração algumas aeronaves que serão devolvidas aos arrendadores.

## Acordos

### Interline
A Vistara tinha acordos interline com as seguintes companhias aéreas quando encerrou as operações:
| - Aeroflot - Air France - Air Mauritius - All Nippon Airways - American Airlines - Asiana Airlines - British Airways - Emirates - Ethiopian Airlines - Finnair - Flydubai - Gulf Air - Kam Air - Japan Airlines - Kenya Airways - KLM - Kuwait Airways - Qatar Airways - Singapore Airlines - SriLankan Airlines - Turkish Airlines - United Airlines |

### Codeshare
A Vistara tinha acordos codeshare com as seguintes companhias aéreas quando encerrou as operações:
- Air Canada
- Air India
- British Airways
- Japan Airlines
- Lufthansa[49]
- Singapore Airlines[50]
- Swiss International Air Lines
- United Airlines[51]

## Assuntos corporativos

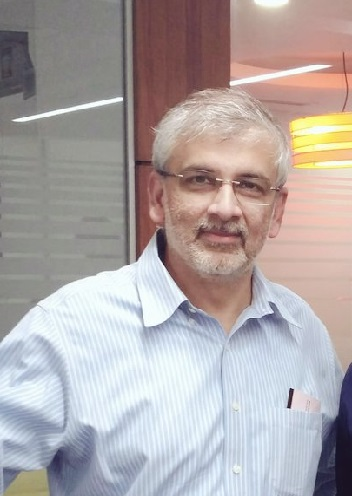
Sanjiv Kapoor, o ex-diretor de estratégia e comercial da Vistara, em outubro de 2017

Em 15 de abril de 2014, Vistara escolheu Phee Teik Yeoh como diretor executivo (CEO) e Giam Ming Toh como diretor comercial (CCO), ambos da Singapore Airlines.
Em março de 2015, a Vistara mudou para seu novo escritório na torre One Horizon Center no Setor 43, Gurgaon, uma cidade-satélite de Deli. Inicialmente começou com um conselho de três membros composto por Swee Wah Mak, Mukund Rajan e Prasad Menon, com este último como presidente. Em agosto de 2015, a companhia aérea expandiu o conselho introduzindo dois novos membros, Som Mittal e Sangeeta Pendurkar, juntamente com uma injeção de capital de ₹ 2 bilhões (US$ 26 milhões), parte de ₹ 5 bilhões (US$ 66) milhões) inicialmente planejado pela Tata e SIA em conjunto. Em janeiro de 2016, Bhaskar Bhat, atual diretor administrativo da Titan, ingressou como novo presidente após a aposentadoria de Prasad Menon. Em março de 2016, a Vistara nomeou Sanjiv Kapoor como seu diretor de estratégia e comercial como sucessor de Giam Ming Toh, que estava programado para sair em meados de abril de 2016 após a conclusão de sua delegação na Vistara.
Em 16 de outubro de 2017, foi anunciado que Leslie Thng sucederia Yeoh Phee Teik como CEO da Vistara. Yeoh retornou à Singapore Airlines para assumir um cargo de gerenciamento sênior como vice-presidente sênior interino de experiência do cliente. Thng estava servindo como Diretor Comercial da Budget Aviation Holdings, uma subsidiária da Singapore Airlines, antes de sua nomeação em Vistara. Antes disso, Thng foi o CEO da SilkAir, uma companhia aérea regional de serviço completo da Singapore Airlines. Sanjiv Kapoor renunciou ao cargo de Diretor Comercial da Vistara, em 31 de dezembro de 2019, com Vinod Kannan, Diretor de Estratégia, assumindo as responsabilidades de Kapoor.
| (1 Crore = 10 milhões)          | FY16               | FY20                |
| ------------------------------- | ------------------ | ------------------- |
| Total do Passivo Não Circulante | ₹173.4 Crore INR   | ₹6809.02 Crore INR  |
| Total do Passivo Circulante     | ₹206.99 Crore INR  | ₹2261.59 Crore INR  |
| Resposabilidades totais         | ₹380.4 Crore INR   | ₹9070.62 Crore INR  |
| Receita das operações           | ₹691.37 Crore INR  | ₹4738.45 Crore INR  |
| Despesas totais                 | ₹1115.46 Crore INR | ₹6664.45Crore INR   |
| Lucro total                     | −₹400.9 Crore INR  | −₹1813.38 Crore INR |

## Serviços

### Cabine

#### Classe executiva
No Boeing 787-9 Dreamliner, a Vistara oferecia 30 assentos Stelia em uma configuração 1-2-1. Cada assento reclinava em uma cama plana e eram estofados em couro. Os assentos tinham espaçamento de assento de 44 polegadas com comprimento de 76 polegadas quando em full flatbed. Os assentos também tinham compartimentos de arrumação pessoais, saída AC e USB, monitor HD touchscreen de 18 polegadas, controle remoto para navegação no IFE e controle da iluminação ambiente.
A Vistara tinha 8 assentos na classe executiva, duas fileiras na configuração 2-2, em sua frota Airbus A320-200 de 158 lugares. Os assentos tinham 20,12 polegadas (511 mm) de largura com 42 polegadas (1.100 mm) de distância entre os assentos. Esses assentos ainda estão em uso com a Air India.

#### Econômica Premium
A Vistara foi a primeira companhia aérea da Índia a introduzir a classe Premium Economy no mercado doméstico.
Ela oferecia 24 assentos econômicos premium, quatro fileiras na configuração 3-3, de um total de 158 assentos na aeronave Airbus A320-200 de corredor único em sua frota. Cada um com 18 polegadas (460 mm) de largura e um passo de 33–36 polegadas (840–910 mm).
No Boeing 787-9 Dreamliner, tinha 21 assentos Recaro em configuração 2-3-2. Os assentos eram estofados em couro, com 38 polegadas de inclinação e 7 polegadas de reclinação. Esses assentos vinham com apoios de panturrilha ajustáveis individualmente e apoios para os pés extensíveis, bem como apoios de cabeça ajustáveis em seis direções. Os assentos também continham uma tomada AC e USB, e um IFE com tela sensível ao toque HD de 13 polegadas. Esses assentos ainda estão em uso com a Air India.

#### Econômica
No Boeing 787-9 Dreamliner, a Vistara tinha 248 assentos, fabricados pela Recaro. Eles estão em uma configuração 3-3-3, com 31 polegadas de inclinação do assento, bem como 5 polegadas de reclinação. Esses assentos também têm uma tela de entretenimento pessoal HD de 12 polegadas, apoio de cabeça ajustável em seis direções e tomadas USB. Esses assentos ainda estão em uso com a Air India.

### Entretenimento em voo
O Vistara World foi o sistema de entretenimento de bordo Wi-Fi sem fio da companhia aérea que os viajantes podiam acessar em seus dispositivos portáteis pessoais. A Vistara selecionou uma solução IFE sem fio da Bluebox Aviation Systems para habilitar este serviço. O Vistara World oferece uma exibição de mapa em movimento ao vivo que permite rastrear sua aeronave enquanto ela voa.

### Refeições

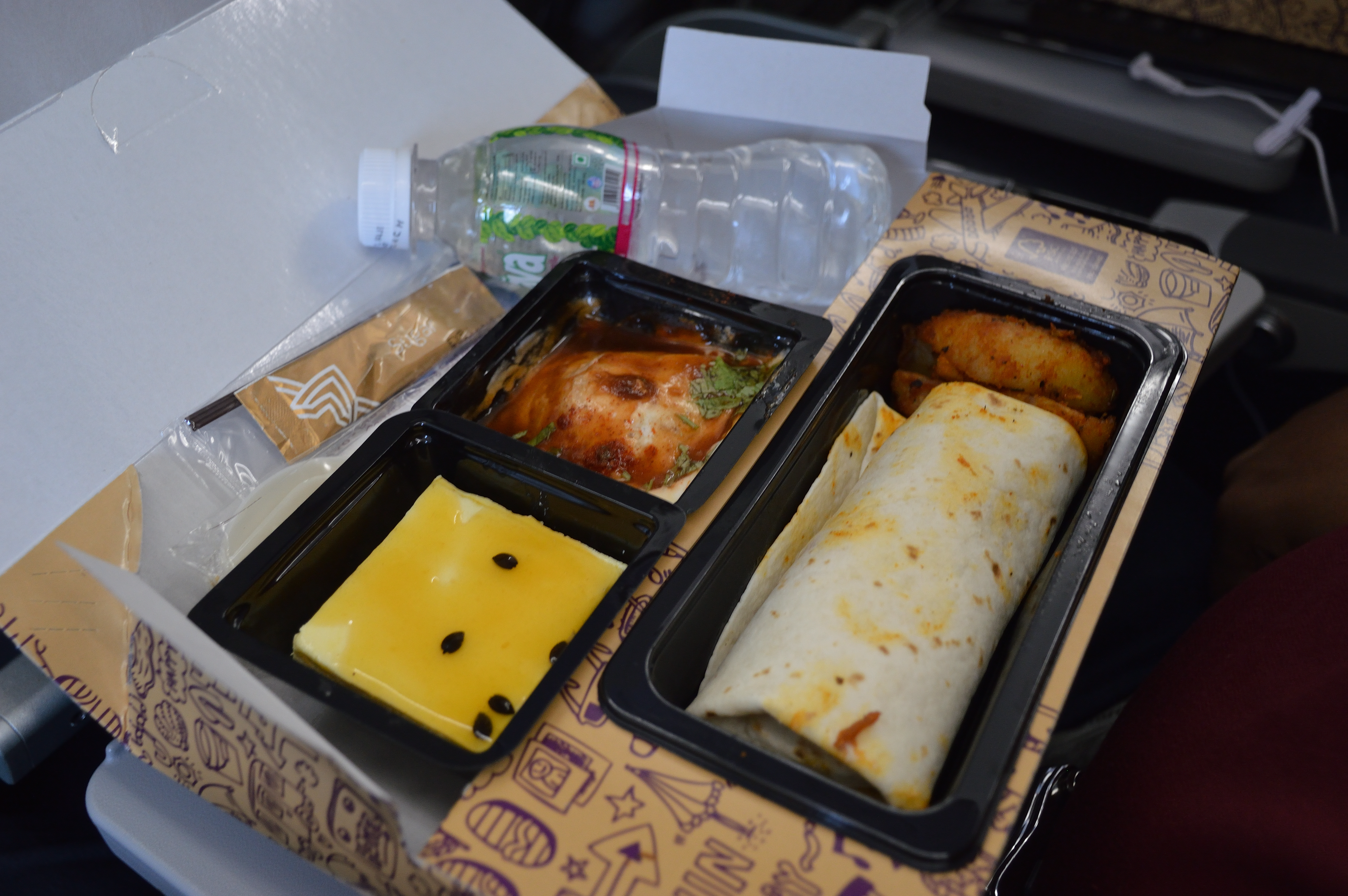
Refeição em uma aeronave da Vistara, em 2016

A comida a bordo foi fornecida pela TajSATS Air Catering, outra joint venture entre a Tata e uma empresa de Singapura, liderada pelo Chef Arun Batra, ex-chefe executivo do grupo Taj Hotels. Também oferecia refeições especiais mediante solicitação 24 horas antes da partida.

### Lounge
Em 29 de março de 2016, a Vistara inaugurou o serviço de lounge premium para seus passageiros da classe executiva e membros do Club Vistara Platinum & Gold no nível de embarque do Terminal 3 do Aeroporto Internacional Indira Gandhi em Deli. A sala está espalhada por 250 metros quadrados no lado aéreo e pode acomodar 75 pessoas por vez.
A partir de 1 de abril de 2020, a Vistara descontinuou seu Flagship Lounge no Terminal 3 do Aeroporto Internacional Indira Gandhi em Deli. Vistara agora oferece acesso ao lounge para seus hóspedes elegíveis no Plaza Premium Lounge no Mezanino do Terminal 3 do Aeroporto de Deli.

## Programa de fidelidade
A Vistara usou o Club Vistara como seu programa de passageiro frequente; Ele funcionava como um programa baseado em valor e atribuiu pontos com base no dinheiro gasto em passagens, em vez de milhas percorridas pelos passageiros. Em 29 de janeiro de 2015, a Vistara anunciou um acordo de parceria com a Singapore Airlines que permitiria aos membros do Club Vistara ganhar e resgatar milhas com o programa KrisFlyer em voos da Singapore Airlines e SilkAir.

## Incidentes
- 5 de maio de 2016: um Airbus A320-200 prefixo VT-TTI, operando o Voo Vistara 709, enquanto estava descendo em direção a Bubanesvar cerca de 40 nm fora do aeródromo quando um pássaro colidiu com o nariz da aeronave.[87] Todos os 57 ocupantes a bordo, entre passageiros e tripulantes, sobreviveram.
- 7 de fevereiro de 2018: um Airbus A320-200N prefixo VT-SCV, operando o Voo Vistara 997, quase colidiu com o Voo Air India 631, enquanto estava a apenas 100 pés de distância da outra aeronave. Todos os 261 ocupantes a bordo em ambas aeronaves, entre passageiros e tripulantes, sobreviveram.[88]
- 30 de março de 2018: um Airbus A320-200N prefixo VT-TNH, operando o Voo Vistara 996, estava na subida inicial para fora da pista 23 de Ahmedabad quando a tripulação parou a subida a 3.000 pés para desligar o motor direito. A aeronave retornou a Ahmedabad para um pouso seguro na pista 23 cerca de 20 minutos após a partida. Todos os 115 ocupantes a bordo, entre passageiros e tripulantes, sobreviveram.[89]
- 25 de fevereiro de 2019: um Airbus A320-200 prefixo VT-TTF, operando o Voo Vistara 733, sofreu um defeito técnico no motor direito durante a descida. Os pilotos realizaram os procedimentos de segurança e procederam a pousar no aeroporto internacional de Kolkata.[90] Todos os 121 ocupantes a bordo, entre passageiros e tripulantes, sobreviveram.[91]
- 25 de fevereiro de 2019: um Airbus A320-200N prefixo VT-TNB, operando o Voo Vistara 870, decolou às 21h12. Poucos minutos depois, a aeronave desenvolveu um problema e retornou a Haiderabade para pousar com segurança às 21h51min.[92] Todos os 130 ocupantes a bordo, entre passageiros e tripulantes, sobreviveram.[93]
- 15 de julho de 2019: um Airbus A320-200N prefixo VT-TNH, operando o Voo Vistara 944, estava se aproximando da pista 29 do aeroporto de Deli, a uma altura de 250 pés, o piloto em comando decidiu desviar para Lucnau devido ao "aumento percebido nos ventos de cauda além das limitações da aeronave", quando a aeronave chegou a Lucnau, a visibilidade havia diminuído devido à presença de uma tempestade sobre o campo. A primeira tentativa de pouso na pista 27 resultou em uma arremetida às 12h46min. O voo seguiu para Prayagraje, cerca de 170 km a sudeste. A caminho de Prayagraje, o ATC de Lucnau informou à tripulação que o tempo em Lucnau havia melhorado significativamente, após o que a tripulação decidiu retornar a Lucnau. A aeronave deu meia-volta às 13h05min e seguiu para um pouso seguro às 13h17min.[94] Quando a aeronave pousou em Lucnau, a aeronave tinha apenas 260 quilogramas de combustível.[95]
- 23 de janeiro de 2021: um Airbus A320-200N prefixo VT-TNW, operando o Voo Vistara 717, foi atingida por um pássaro ao pousar no aeroporto de Patná. A aeronave, que apresentou uma falha técnica, atrasou mais de seis horas no retorno. Todos os passageiros de partida para Bangalore ficaram retidos no aeroporto por causa do atraso. Todos os 151 ocupantes a bordo, entre passageiros e tripulantes, sobreviveram.[96]
- 7 de junho de 2021: um Boeing 737-800 prefixo VT-TGE, operando o Voo Vistara 775, partiu de Bombaim às 13h48min e enfrentou uma forte turbulência 15 minutos antes do pouso e chegou a Calcutá às 16h28min. Dos 123 ocupantes a bordo, entre passageiros e tripulantes, oito ficaram feridos.[97]
- 14 de dezembro de 2021: um Airbus A320-200 prefixo VT-TTK, operando o Voo Vistara 641, colidiu com um pássaro enquanto estava na rota Deli-Lucnau. Todos os 148 ocupantes a bordo, entre passageiros e tripulantes, sobreviveram.[98]
- 17 de fevereiro de 2022: um Airbus A320-200N prefixo VT-TNI, operando o Voo Vistara 697, fez um pouso de emergência no Aeroporto Internacional Indira Gandhi logo após a decolagem devido a um problema técnicos por volta de 9h45min.[99] Todos os ocupantes a bordo, entre passageiros e tripulantes, sobreviveram.[100]